# 2e Primetime Emmy Awards
De 2e Primetime Emmy Awards, waarbij prijzen werden uitgereikt in verschillende categorieën voor de beste Amerikaanse televisieprogramma's van 1949, vond plaats op 27 januari 1950 in Los Angeles.

## Winnaars en nominaties
(De winnaars staan bovenaan in vet lettertype.)

#### Beste show
(Best Kinescope Show)
- Texaco Star Theatre
  - Studio One
  - The Fred Waring Show
  - The Goldbergs

#### Beste live show
(Best Live Show)
- The Ed Wynn Show
  - Pantomime Quiz
  - Your Witness

#### Beste kinderprogramma
(Best Children's Show)
- Time for Beany
  - Cyclone Malone
  - Kukla, Fran and Ollie

#### Beste reclame
(Best Commercial)
- Lucky Strike

#### Persoonlijkheid
(Most Outstanding Kinescoped Personality)
- Milton Berle
  - Arthur Godfrey
  - Fran Allison

#### Persoonlijkheid live
(Most Outstanding Live Personality)
- Ed Wynn
  - Bill Welsh
  - Tom Harmon
  - Mike Stokey